# Milan Škriniar
Milan Škriniar (Žiar nad Hronom, 11 februari 1995) is een Slowaaks voetballer die doorgaans als centrale verdediger speelt. Hij verruilde Paris Saint-Germain in juli 2025 voor Fenerbahçe. Škriniar debuteerde in 2016 in het Slowaaks voetbalelftal.

## Clubcarrière

### MSK Žilina
Škriniar werd geboren in Žiar nad Hronom en begon met voetballen bij de lokale voetbalclub FK Žiar nad Hronom. Op twaalfjarige leeftijd maakte hij de overstap naar MSK Žilina. Op 27 maart 2012 debuteerde hij, op 17-jarige leeftijd, in de Fortuna Liga tegen FC ViOn. Zijn eerste competitietreffer maakte de centrumverdediger op 23 november 2012 tegen datzelfde FC ViOn. In januari 2013 werd hij voor zes maanden verhuurd aan FC ViOn, waarvoor hij zeven competitiewedstrijden speelde. Op 1 augustus 2013 speelde Škriniar zijn eerste internationale bekerwedstrijd, in de derde kwalificatieronde van de Europa League tegen HNK Rijeka. In dit seizoen speelde hij zich in de basis bij Žilina. In totaal maakte hij twaalf doelpunten in 77 competitieduels voor MSK Žilina.

### Sampdoria
In januari 2016 werd Škriniar voor één miljoen euro verkocht aan UC Sampdoria. In zijn eerste half jaar bij zijn nieuwe club zat Škriniar vooral op de bank. Op 24 april 2016 debuteerde hij voor Sampdoria, tegen Lazio in de Serie A. In deze wedstrijd verving hij vlak voor tijd Dodô. In de laatste wedstrijd van het seizoen, tegen Juventus, werd Škriniar na slechts veertien minuten van het veld gestuurd met een rode kaart. In het seizoen 2016/17 werd hij een vaste basiskracht voor Sampdoria. Hij speelde dat seizoen 35 competitiewedstrijden, waarmee Škriniar de jongste verdediger werd in de Serie A die zoveel wedstrijden speelde.

### Internazionale
Op 7 juli 2017 werd bekendgemaakt dat Škriniar de overstap maakte naar Internazionale, waar hij een vijfjarig contract tekende. Inter Milaan betaalde rond de 30 miljoen euro aan Sampdoria, waarmee Škriniar de duurste Slowaak aller tijden werd. Op 20 augustus 2017 maakte hij zijn officiële debuut voor Inter Milaan, bij een 3–0 zege op Fiorentina in de Serie A. Op 16 september was hij ook voor het eerst trefzeker voor Inter Milaan. Škriniar zorgde voor het openingsdoelpunt in een competitieduel met FC Crotone, dat in 0–2 eindigde. Hij miste in het gehele seizoen geen enkele minuut voor Inter Milaan. Internazionale kwalificeerde zich voor het eerst in acht jaar voor de Champions League. In die competitie debuteerde Škriniar op 18 september 2018 tegen Tottenham Hotspur. In het seizoen 2018/19 kwalificeerde Inter Milaan zich opnieuw voor de Champions League. Op 2 november 2019 speelde Škriniar zijn honderdste wedstrijd voor I Nerazzurri in een uitwedstrijd bij Bologna. In al die honderd wedstrijden startte hij in de basiself. Škriniar was ook basisspeler in het team dat Inter in 2020/21 voor het eerst in elf jaar weer landskampioen maakte en dat in de daaropvolgende twee seizoenen de Coppa Italia won. Hij bereikte in 2022/23 de finale van de Champions League met Inter, maar kwam zelf daarin niet in actie. Škriniar was in januari 2023 tot een akkoord gekomen met Paris Saint-Germain over een transfer in juli 2023. Een wedstrijd in de achtste finale van de Champions League uit bij FC Porto op 14 maart 2023 was de laatste waarin hij speeltijd kreeg van coach Simone Inzaghi.

### Paris Saint-Germain
Škriniar tekende in juli 2023 een contract tot medio 2028 bij Paris Saint-Germain, dat hem transfervrij inlijfde.

## Clubstatistieken
| Seizoen | Club                | Competitie   | Competitie | Competitie | Beker | Beker | Internationaal | Internationaal | Totaal | Totaal |
| Seizoen | Club                | Competitie   | Wed.       | Dlp.       | Wed.  | Dlp.  | Wed.           | Dlp.           | Wed.   | Dlp.   |
| ------- | ------------------- | ------------ | ---------- | ---------- | ----- | ----- | -------------- | -------------- | ------ | ------ |
| 2011/12 | MSK Žilina          | Fortuna Liga | 2          | 0          | 1     | 0     | —              | —              | 3      | 0      |
| 2012/13 | MSK Žilina          | Fortuna Liga | 10         | 1          | 3     | 0     | 0              | 0              | 13     | 1      |
| 2012/13 | → FC ViOn           | Fortuna Liga | 7          | 0          | 0     | 0     | —              | —              | 7      | 0      |
| 2013/14 | MSK Žilina          | Fortuna Liga | 15         | 1          | 1     | 0     | 1              | 0              | 17     | 1      |
| 2014/15 | MSK Žilina          | Fortuna Liga | 32         | 6          | 3     | 2     | —              | —              | 35     | 8      |
| 2015/16 | MSK Žilina          | Fortuna Liga | 18         | 4          | 1     | 1     | 8              | 0              | 27     | 5      |
| 2015/16 | UC Sampdoria        | Serie A      | 3          | 0          | 0     | 0     | —              | —              | 3      | 0      |
| 2016/17 | UC Sampdoria        | Serie A      | 35         | 0          | 0     | 0     | —              | —              | 35     | 0      |
| 2017/18 | Internazionale      | Serie A      | 38         | 4          | 2     | 0     | —              | —              | 40     | 4      |
| 2018/19 | Internazionale      | Serie A      | 35         | 0          | 2     | 0     | 9              | 0              | 46     | 0      |
| 2019/20 | Internazionale      | Serie A      | 32         | 0          | 3     | 0     | 7              | 0              | 42     | 0      |
| 2020/21 | Internazionale      | Serie A      | 32         | 3          | 4     | 0     | 3              | 0              | 39     | 3      |
| 2021/22 | Internazionale      | Serie A      | 35         | 3          | 3     | 0     | 8              | 1              | 47     | 4      |
| 2022/23 | Internazionale      | Serie A      | 21         | 0          | 1     | 0     | 8              | 0              | 30     | 0      |
| 2023/24 | Paris Saint-Germain | Ligue 1      | 24         | 0          | 2     | 0     | 6              | 1              | 32     | 1      |
| 2024/25 | Paris Saint-Germain | Ligue 1      | 5          | 0          | 0     | 0     | 0              | 0              | 5      | 0      |
| 2024/25 | → Fenerbahçe        | Süper Lig    | 16         | 3          | 3     | 0     | 4              | 0              | 23     | 3      |
| 2025/26 | Fenerbahçe          | Süper Lig    | 0          | 0          | 0     | 0     | 1              | 0              | 1      | 0      |
| Totaal  | Totaal              | Totaal       | 360        | 25         | 29    | 3     | 55             | 2              | 445    | 30     |

Bijgewerkt tot en met 7 augustus 2025.

## Interlandcarrière
Škriniar speelde in verschillende Slowaakse nationale jeugdelftallen. In 2012 debuteerde hij in Slowakije –21. Škriniar maakte op 27 mei 2016 zijn debuut in het Slowaaks voetbalelftal, in een oefeninterland tegen Georgië (3–1 winst). Vier dagen later werd hij door bondscoach Kozák opgenomen in de Slowaakse selectie voor het EK 2016. Slowakije werd in de achtste finale uitgeschakeld door Duitsland (0–3). In deze wedstrijd had Škriniar een basisplaats. Ook kwam hij in actie in het laatste groepsduel met Engeland nadat hij Weiss verving. Op de avond van 13 oktober 2018, nadat Slowakije het Nations League-duel met Tsjechië verloor, misdroeg Škriniar zich met zes andere teamgenoten, waaronder Dúbravka, Gyömbér en Lobotka, op een feestje. Als gevolg hiervan stapte bondscoach Kozák op.
Škriniar maakte op 27 maart 2021 voor het eerst een doelpunt voor het nationale team. Hij kopte toen de 2–2 eindstand op het bord tijdens een kwalificatiewedstrijd voor het WK 2022, thuis tegen Malta. Hij behoorde drie maanden later tot de Slowaakse selectie tijdens het EK 2020. Hierop maakte hij het winnende doelpunt tijdens een groepswedstrijd tegen Polen (1–2). Slowakije plaatste zich desondanks niet voor de volgende ronde. Škriniar was op 25 maart 2022 voor het eerst aanvoerder van de nationale ploeg. Škriniar werd op 7 juni 2024 door bondscoach Francesco Calzona opgenomen in de Slowaakse selectie voor het EK 2024 in Duitsland. Slowakije eindigde als derde in een groep met Roemenië, België en Oekraïne, waarna het in de achtste finales na een verlenging met 2–1 verloor van Engeland. Škriniar miste als aanvoerder op het toernooi geen minuut aan speeltijd.

## Erelijst
| Competitie      | Aantal     | Jaren            |            |            |
| MSK Žilina      | MSK Žilina | MSK Žilina       | MSK Žilina | MSK Žilina |
| --------------- | ---------- | ---------------- | ---------- | ---------- |
| Fortuna Liga    | 1×         | 2011/12          |            |            |
| Slovenský Pohár | 1×         | 2011/12          |            |            |
| Internazionale  |            |                  |            |            |
| Serie A         | 1×         | 2020/21          |            |            |
| Coppa Italia    | 2×         | 2021/22, 2022/23 |            |            |
| Supercoppa      | 2×         | 2021, 2022       |            |            |